# Marcus du Sautoy
Marcus du Sautoy, né le 26 août 1965 à Londres, est professeur de mathématiques à l'université d'Oxford.

## Biographie
Il a grandi à Henley-on-Thames.
Il est également l'animateur d'une émission de la BBC Four et publie des articles dans le Times, le Guardian et le Daily Telegraph.
Il est amateur de musique, en particulier de piano et de trombone, qu'il lie aux mathématiques. Il a en effet publié en 2003 La Symphonie des nombres premiers (The Music of the primes) qui détaille l'histoire des mathématiques dans le domaine des nombres premiers, principalement l'hypothèse de Riemann. Il est aussi l'auteur de l'ouvrage La symétrie ou Les maths au clair de Lune, dans lequel il s'interroge sur la raison d'être de l'omniprésence de la symétrie dans la Nature, à l'image des papillons, des étoiles de mer, ou tout simplement du corps humain. 

## Publications
- La Symphonie des nombres premiers, éditions Héloïse d'Ormesson, 2005, 496 p.
- Symétrie ou Les maths au clair de Lune, éditions Héloïse d'Ormesson, 2012 (rééd. Points Sciences, 2013  (ISBN 978-2-7578-3080-2))
- Le Mystère des nombres, éditions Héloïse d'Ormesson, 2014
- Ce que nous ne saurons jamais, éditions Héloïse d'Ormesson, 2017
- Le code de la créativité : Comment l'IA apprend à écrire, peindre et penser , éditions Flammarion, 2022  (ISBN 9782080241993)
- L’Art du raccourci ou comment mieux penser, éditions Héloïse d’Ormesson, 2023.

## Prix et distinctions
En 2014, il est lauréat de la médaille Christopher-Zeeman décernée par la London Mathematical Society et l'Institute of Mathematics and its Applications.
Il est également officier de l'ordre de l'Empire britannique.

## Filmographie
- L'Incroyable Histoire de la précision (en)
- The Story of Maths (télésérie qu'il a scénarisée et pour laquelle il a servi de narrateur)